# 수단 민족 갈등
수단 민족 갈등(- 民族 葛藤)은 2009년부터 2013년까지 수단과 남수단에서 발생하고 있는 분쟁이다. 이 갈등으로 수천 명이 사망하였으며, 수십만 명의 난민이 발생하였다.